# Place Gérard-Oury
La place Gérard-Oury est une voie publique du 8e arrondissement et plus précisément du quartier de l’Europe (32e quartier de Paris).

## Situation et accès
La place Gérard-Oury est située au carrefour de la rue de Courcelles, de la rue de Monceau et de la rue Rembrandt.

## Origine du nom

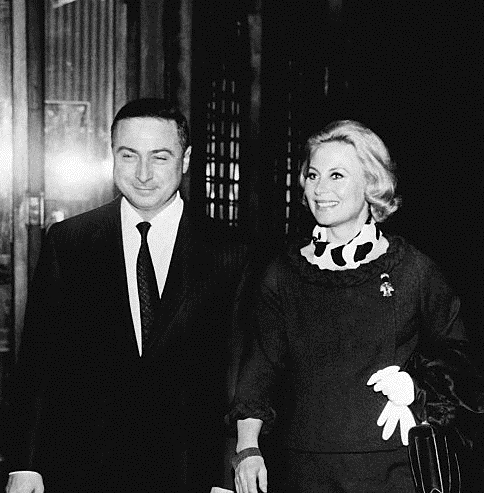
Gérard Oury et Michèle Morgan à Venise en 1960.

La place Gérard-Oury rend hommage à Gérard Oury (1919-2006), un réalisateur de cinéma, acteur et scénariste français.

## Historique
L'ancienne place du Pérou est dénommée voie K/8, code Ville de Paris Y873, aucun code Fantoir.
Un carrefour tout à fait différent prend le nom de place du Pérou par arrêté municipal du 20 mai 2005, code Ville de Paris 7229, code Fantoir 7278.
La voie K/8 est dénommé place Gérard-Oury par arrêté municipal du septembre 2010, son code Ville de Paris reste Y873.

## Bâtiments remarquables et lieux de mémoire
- Pagode rouge